# Michel Robert (écrivain français)
Pour les articles homonymes, voir Michel Robert et Robert.
Œuvres principales
- Série La Malerune
- Série L'Agent des ombres

Michel Robert, né le 20 février 1964, est un ancien handballeur professionnel et un écrivain français.

## Biographie
Michel Robert est né le 20 février 1964, il est père de deux enfants. Handballeur professionnel de haut niveau pendant plus de dix ans, il s'est reconverti depuis dans l'édition et le journalisme. Amateur de bon vin et de bonne cuisine, il est également passionné par la littérature fantasy et le roman noir. Ses références dans le domaine sont Jack Vance, Roger Zelazny, Guy Gavriel Kay et Pierre Grimbert. Il écrit avec ce dernier le cycle de La Malerune, puis, seul, le cycle de L'Agent des ombres, toujours dans le domaine de la fantasy adulte.
En 2019, il se lance dans un autre genre, celui du western, avec Six petites gouttes de sang, publié en deux volumes.

## Œuvres

### SérieLa Malerune
1. Les Armes des Garamont, Mnémos, 1998  (ISBN 978-2-911-61842-0)Écrit avec Pierre Grimbert.
2. Le Dire des sylfes, Mnémos, 2003  (ISBN 978-2-915159-03-5)
3. La Belle Arcane, Mnémos, 2004  (ISBN 978-2-915159-16-5)

### SérieL'Agent des ombres
1. L'Ange du chaos, Mnémos, 2004  (ISBN 978-2-915-15926-4)Réédition, Pocket, coll. « Science-fiction » no 5945, 2008 (ISBN 978-2-266-17413-8)
2. Cœur de Loki, Mnémos, 2005  (ISBN 978-2-915-15949-3)Réédition, Pocket, coll. « Science-fiction » no 5944, 2008 (ISBN 978-2-266-17414-5)
3. Sang-pitié, Mnémos, 2006  (ISBN 978-2-915-15984-4)Réédition, Pocket, coll. « Science-fiction » no 7009, 2009 (ISBN 978-2-266-19257-6)
4. Hors-destin, Mnémos, 2007  (ISBN 978-2-915-15976-9)Réédition, Pocket, coll. « Science-fiction » no 7014, 2009 (ISBN 978-2-266-19275-0)
5. Belle de mort, Mnémos, 2007  (ISBN 978-2-354-08013-6)Réédition, Pocket, coll. « Science-fiction » no 7015, 2010 (ISBN 978-2-266-19276-7)
6. Guerrier des lunes, Fleuve noir, 2011  (ISBN 978-2-265-09166-5)Réédition, Pocket, coll. « Science-fiction » no 7095, 2013 (ISBN 978-2-266-22055-2)
7. Chiens de guerre, Fleuve noir, 2012  (ISBN 978-2-265-09690-5)Réédition, Pocket, coll. « Science-fiction » no 7146, 2014 (ISBN 978-2-266-24247-9)
8. Ange et Loki, Fleuve noir, 2013  (ISBN 978-2-265-09762-9)Réédition, Pocket, coll. « Science-fiction » no 7157, 2016 (ISBN 978-2-266-24258-5)
9. Ruisseaux de sang, Fleuve, 2016  (ISBN 978-2-265-09919-7)Réédition, Pocket, coll. « Science-fiction » no 17061, 2017 (ISBN 978-2-266-27955-0)
10. Destin brisé, Fleuve, 2023  (ISBN 978-2-265-14432-3)Réédition, Pocket, coll. « Science-fiction » no 7309, 2024 (ISBN 978-2-266-31643-9)

Intégrales
1. L'Ange du chaos - Tomes 1 à 3, Pocket, coll. « Science-fiction » no 7290, 2020  (ISBN 978-2-266-30726-0)
2. L'Ange du chaos - Tomes 4 et 5, Pocket, coll. « Science-fiction » no 7299, 2021  (ISBN 978-2-266-30799-4)

En parallèle du cycle
- Gheritarish - Les Terres de Sang, Mnémos, 2009  (ISBN 978-2-354-08045-7)Réédition, Pocket, coll. « Science-fiction » no 7041, 2011 (ISBN 978-2-266-20206-0)

### SérieLa Fille des clans
1. Balafrée, Fleuve noir, 2010  (ISBN 978-2-265-08864-1)Réédition, Pocket, coll. « Science-fiction » no 7120, 2012 (ISBN 978-2-266-23298-2)
2. Revanche de sang, Fleuve, 2014  (ISBN 978-2-265-09854-1)Réédition, Pocket, coll. « Science-fiction » no 7285, 2019 (ISBN 978-2-266-29997-8)

### SérieLargo Callahan
1. Six petites gouttes de sang - 1, Fleuve, 2019  (ISBN 978-2265117099)Réédition, Pocket, coll. « Science-fiction » no 7278, 2019 (ISBN 978-2-266-29271-9)
2. Six petites gouttes de sang - 2, Fleuve, 2019  (ISBN 978-2265144125)Réédition, Pocket, coll. « Science-fiction » no 7294, 2020 (ISBN 978-2-266-30741-3)

### Romans indépendants
- Les Quatre Mousquetaires... et plus si affinités, Mnémos, 2008  (ISBN 978-2-354-08034-1)